# Otto Funke (lingvist)
Otto Funke, född 2 oktober 1885 i Salzburg, död 11 december 1973 i Bern, var en schweizisk språkforskare.
Otto Funke blev efter studier i München och Wien professor vid Prags tyska universitet 1919–1926 och var från 1926 professor i engelska språket och litteraturen vid universitetet i Bern. Han ägnade sig i stor utsträckning åt språkteoretiska forskningar, bland annat om den så kallade inre språkformen. Bland hans arbeten märks Die gelehrten lateinischen Lehn- und Fremdwörter in der altenglischen Prosa (1914), Innere Sprachform (1924), Studien zur Geschichte der Sprachphilosophie (1927), Grundfragen der Bedeutungslehre (1928), Die Schweiz und die englische Literatur (1937) och Epochen der neueren englischen Literatur (2 band, 1945).